# Can Jorba (Barcelona)
Can Jorba és un edifici comercial a l'avinguda del Portal de l'Àngel i el carrer de Santa Anna de Barcelona, catalogat com a bé amb elements d'interès (categoria C).

## Història i descripció
Des del 1911, l'empresa familiar manresana Pere Jorba i Gassó i Fills (des del 1923 Indústries i Magatzems Jorba SA), tenia una sucursal al carrer del Call de Barcelona, el responsable de la qual era el seu fill Joan Jorba i Rius. El seu Palacio Comercial va obrir el 25 d'octubre del 1926 i inicialment ocupava el solar del palau del baró de Ribelles a l'avinguda del Portal de l'Àngel, 19 (abans plaça de Santa Anna, 8-8 bis) i la finca del carrer de Santa Anna, 30 bis.
Projectat per l'arquitecte Arnald Calvet i Peyronill amb una estètica classicista inspirada en les galeries Lafayette de París, l'edifici va guanyar el concurs d'edificis artístics de l'any 1927. L'artista Lluís Faulí va fer el grup escultòric de la façana principal, on es llegeix el lema de l'empresa: Labor omnia vincit (El treball tot ho venç). Amb una estructura de formigó armat i pilars d'acer, tenia un nucli central amb una escala imperial i quatre ascensors que la flanquejaven, i al costat, dos celoberts coberts per claraboies de vidre de forma cupular, desaparegudes en la reforma del 1964. L'entrada de mercaderies es feia per la porta del carrer de Santa Anna, mitjançant un muntacàrregues.
El 24 d'octubre del 1932, poc abans de l'incendi del seu principal competidor, El Siglo de la Rambla, els magatzems van ser ampliats amb el solar de les finques del carrer de Santa Anna, 32 i de l'avinguda del Portal de l'Àngel, 21 (abans plaça de Santa Anna, 9) i el carrer de Santa Anna, 32. El mateix arquitecte va erigir una cúpula a la cantonada, on va traslladar l'entrada principal, protegida amb una gran marquesina. El nou establiment va ser el primer edifici comercial de l'Estat amb escales mecàniques, i oferia serveis paral·lels a la venda d'articles: estafeta de correus, agència de viatges, guarderia per als nens (amb un parc que tenia un petit zoològic), etc. Amb una gran visió de futur, Joan Jorba va introduir tècniques de fidelització de la clientela femenina com cursos de costura, cuina, labors d'agulla, punt de creu, etc. També va potenciar la cultura fent exposicions de pintura, patrocinant una coral i concursos de castells.
El maig del 1963, la societat Magatzems Jorba SA va ser adquirida per la madrilenya Galerías Preciados, amb l'objectiu de competir amb El Corte Inglés de la plaça de Catalunya, obert un any abans. El 17 de juliol del 1964, els magatzems van tancar per a la seva reforma, projectada per l'arquitecte Francesc Bassó i Birulés (1921-2017) i que va suposar la conversió de l'esplèndida terrassa en una cinquena planta, on s'instal·larien les oficines, una sala de conferències, teatre, sala de projeccions, etc., tot coronat amb una moderna cafeteria amb jardí. El 5 de desembre van obrir de nou com a Jorba Preciados, nom que van mantenir fins al 1981, quan Rumasa va comprar Galerías Preciados.
Després de diversos canvis de propietari, l'empresa va fer suspensió de pagaments, per la qual cosa van tancar el 1992. Van romandre així durant uns anys (es va parlar d'instal·lar-hi la gran biblioteca de la ciutat), fins que el 1995 van passar a mans d'El Corte Inglés, que va adaptar-los per a instal·lar-hi una sucursal destinada als joves, amb productes audiovisuals, llibres, roba, etc., oberta aquell mateix any.
Dintre de la política de desprendre's de les sucursals menys rendibles començada el 2019, El Corte Inglés va vendre els magatzems a l'empresa Redevco Iberian Ventures, una joint venture de Redevco i Ares, que l'octubre del 2022 va anunciar que hi invertiria 200 milions d'euros per a transformar-los en un edifici comercial i d'oficines de lloguer. Finalment, van tancar el 31 d'agost del 2024.

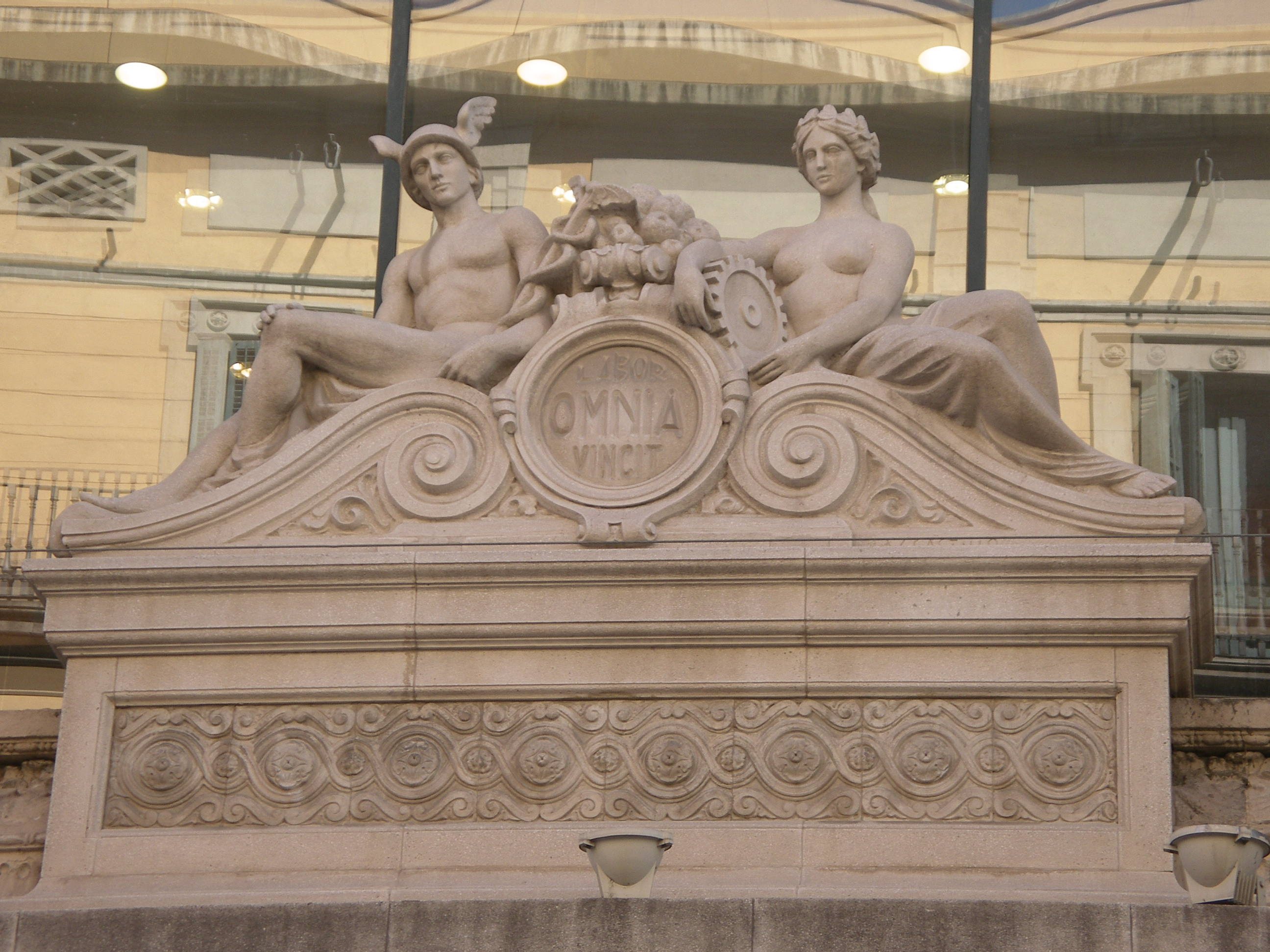
Grup escultòric El Comerç i la Indústria, de Lluís Faulí, a la façana del Portal de l'Àngel

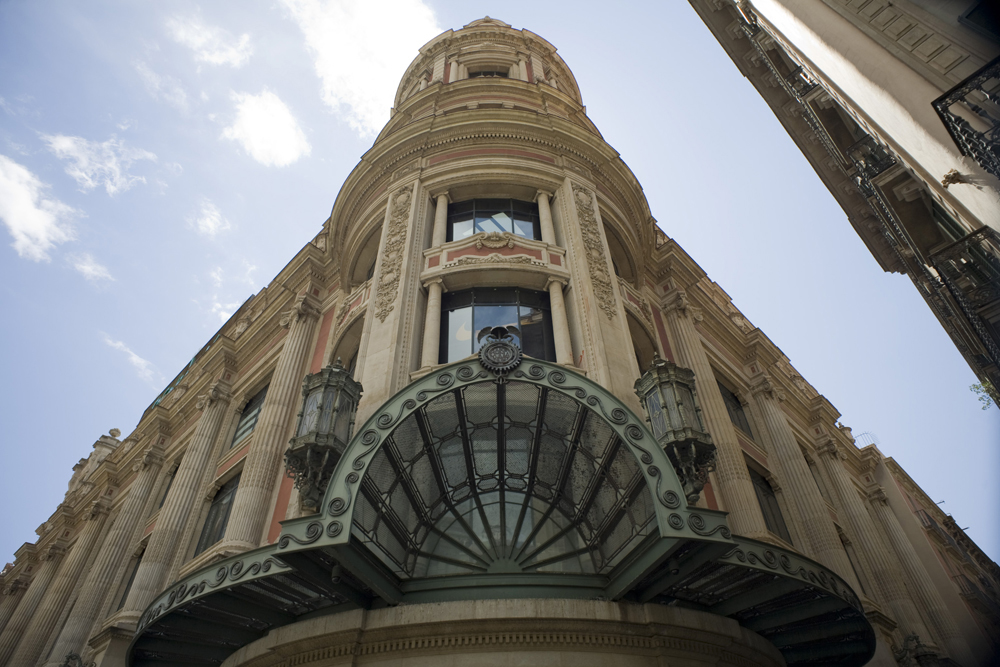
Marquesina sobre la porta principal, a la cantonada